# ژوهانسبورگ (میشیگان)
ژوهانسبورگ (انگلیسی: Johannesburg, Michigan) یک شهرک در آمریکا است.